# Colletes cunicularius
Colletes cunicularius, пролећна пчела  или пролећна рударска пчела, је врста усамљених пчела из породице колетида која је распрострањена на Палеарктику од Британије до Тихог океана која се гнезди на отвореним, песковитим тлима.

## Опис
Colletes cinicularius је велика врста пчела која има неповезани, длакави, црни стомак који је у контрасту са грудним кошем који је прекривен смеђом длаком. Највероватнија врста забуне у Британији је Andrena scotica јер она такође има рани период лета, али C. cunicularius је већа од A.scotica са дужим антенама и нема фовеу на лицу. Мужјаци су мањи и блеђи од женки.

## Дистрибуција
Colletes cunicularius је распрострањен у Палеарактику од Велике Британије на западу до пацифичких обала Сибира и Кине на истоку. У Великој Британији је био ограничен на западна обална подручја између јужног Велса и Камбрије, али је ширио свој домет у унутрашњости. Од 2015. године је колонизовао Џерзи са оближњег континента и ово такође може бити извор Colletes cunicularius-а који је почео да се размножава у јужној Енглеској.

## Станиште и екологија
Colletes cunicularius је врста која се везује за пешчане области са ретко вегетацијом, у Британији се повезивала са великим, зрелим обалним пешчаним динама које су биле у близини подручја где расте пузава врба (Salix repens). Пчеле из Европе су обично биле повезане са алувијалним подручјем где су реке у поплавама уклониле већину вегетације, а и у Британији и Европи ова врста је колонизовала вештачка станишта као што су пешчане јаме. Британско становништво било је ограничено на подручја дина где се гнезди у ерозијским удубљењима унутар старих дина. Униволтински је, односно има једну генерацију годишње, и има период лета од марта до маја, понекад и до јуна, што је раније од већине других врста  Colletes-а.
C. cunicularius се храни из широког спектра цвећа, али у Великој Британији је најважнија пузава врба, док се друге врсте врба користе ако пузава врба није присутна. Другде је много католичкији у биљкама из којих се храни, иако је у Финској такође пријављено да је углавном специјализован за врбе, док је у Италији забележено као специјализовано за опрашивање врста из породице легуминозе. Мужјак C. cunicularius је једина врста која опрашује две врсте сексуално варљивих орхидеја које опонашају женке пчеле Ophrys exaltata и Ophrys arachntiiformis,  иако је забележено да покушавају да се псеудокупулирају са другим врстама из рода Ophrys-а.
Да би створила гнездо, женка ископава тунел у песак од око 45 до 55 цм у дужини која је благо нагнута и има више бочних тунела према најдубљем делу тунела сваки са ћелијом на крају. Одрасли мужјаци масовно излазе из горњих ћелија дан пре женки, обично поподне. Ћелије легла су обложене мембраном налик целофану која је водоотпорна, има антифунгална својства и сматра се да помаже у одржавању одговарајућег нивоа влажности како се пчелиње ларве развијају.
Опна је направљена од течности коју лучи Дуфорова жлезда, а женка пчеле својим кратким, двокраким језиком попут четкице размазује масни секрет око зидова ћелија, а затим се суши у бистру мембрану. Женке се често гнезде заједно у великим и бучним скуповима и када женке први пут изађу из својих ћелија могу се формирати „лоптице за парење“ јер многи мужјаци покушавају да се паре са једном новонасталом женком.
У Британији ова врста нема познатих паразита, али у континенталној Европи пчела кукавица Sphecodes albilabris је клептопаразит ове врсте. Жута буба Apalus bimaculatus је такође забележена као паразит гнезда.

## Подврсте
Популација C. cunicularius у западној Британији се морфолошки и биолошки разликује од континенталних популација и добила је подврсни статус као C. c. celticus. Такође се показало да је хемија секрета Дуфорове жлезде карактеристична и код британских подврста.